# Barno Ismatullayeva
Barno Ismatullayeva (geboren am 23. September 1991 in Marhamat, Provinz Andijon) ist eine usbekische Opernsängerin der Stimmlage Sopran. Sie tritt unter der Schreibweise Barno Ismatuallaeva auf und möchte Barno genannt werden. Seit der Umstellung der usbekischen Sprache auf die Lateinschrift ist Ismatullayeva die amtliche Schreibweise ihres Nachnamens. Auf usbekischen Websites in kyrillischer Schrift findet man sie unter dem Namen Барно Исматуллаева.  

## Leben und Wirken
Barno Ismatullayeva absolvierte ihr Masterstudium am Staatlichen Konservatorium Usbekistans. Während ihres Studiums gewann sie in den Nikhol-Preis Usbekistan, den 1. Preis des Internationalen Gesangswettbewerbs in Moskau sowie den Sonderpreis für die beste Interpretation des Ave Maria.
Nach Beendigung ihres Studium wurde sie als Solistin direkt an das Navoi-Theater in Taschkent engagiert. Zwischen 2014 und 2016 sang sie beim Krasnoyarsk International Music Festival of the Asia-Pacific-Region in Krasnojarsk und gewann den 1. Preis der Competizione dell’opera in Taschkent. Sie gastierte am Opernhaus von Wladiwostok und am Stanislawski- und Nemirowitsch-Dantschenko-Musiktheater in Moskau, dort als Cio-Cio-San in Madama Butterfly. Im Sommer 2017 nahm sie am Cardiff Singer of the World-Gesangswettbewerb teil.
In der Spielzeit 2018/19 gab sie als Amelia in Simon Boccanegra am Tiroler Landestheater Innsbruck ihr Debüt in Österreich.  Im März 2019 folgte am Staatstheater Nürnberg ihr Deutschland-Debüt als Cio-Cio-San in einer Neuproduktion von Madama Butterfly. 2019 gastierte sie an der Deutschen Oper am Rhein in Duisburg als Dritte Norn in Richard Wagners Götterdämmerung. In der Spielzeit 2019/20 gastierte sie als Suor Angelica in Il trittico am Tiroler Landestheater Innsbruck.
Seit der Spielzeit 2019/20 gehört sie fest zum Ensemble des Niedersächsischen Staatstheaters in Hannover. Sie sang dort bisher u. a. die Mimì in La Bohème, die Rachel in La Juive, die Micaëla in Carmen und die Miss Jessel in The Turn of the Screw. In der Spielzeit 2021/22 verkörperte sie am Staatstheater Hannover die Tatjana in Eugen Onegin und die Desdemona in Otello.
2022 übernahm sie als Premierenbesetzung die Rolle der Cio-Cio-San in Madame Butterfly bei den Bregenzer Festspielen, die sie mit „erdig warmem Sopran“ ausfüllte.
Im Märchen vom Zaren Saltan verkörpert sie seit Januar 2023 an der Staatsoper Hannover die Rolle der Militrissa. Die Kritiker lobten ihren „warm flutenden Sopran“, der dieser Figur Energie und Würde verleihe. Die Frankfurter Allgemeine Zeitung sprach von der „jugendlichen Zartheit und Tonschönheit“ ihres Gesangs, der generös Wärme verströme.